# Nemaspela abchasica
Espèce
Synonymes
- Buresiolla abchasica Lyovushkin & Starobogatov, 1963

Nemaspela abchasica est une espèce d'opilions dyspnois de la famille des Nemastomatidae.

## Distribution
Cette espèce se rencontre dans des grottes en Géorgie en Abkhazie et en Russie dans le kraï de Krasnodar vers Sotchi.

## Description
Le mâle holotype mesure 1,8 mm.
Le mâle décrit par Chemeris en 2009 mesure 2,17 mm et la femelle 2,69 mm.

## Systématique et taxinomie
Cette espèce a été décrite sous le protonyme Buresiolla abchasica par Lyovushkin et Starobogatov en 1963. Elle est placée dans le genre Nemaspela par Šilhavý en 1966.

## Étymologie
Son nom d'espèce lui a été donné en référence au lieu de sa découverte, l'Abkhazie.

## Publication originale
- Lyovushkin & Starobogatov, 1963 : « Biospeologica sovietica, XVIII. Пещерные сенокосцы Крыма и Кавказа. » Бюллетень Московского Общества Испытателей Природы. Отдел Биологический - Bulletin de la Société des Naturalistes de Moscou, Section biologique, vol. 68, no 1, p. 41–51.